# Lijst van personen aan wie ereburgerschap is verleend tijdens de Franse Revolutie
Dit is een lijst van personen aan wie ereburgerschap is verleend tijdens de Franse Revolutie. Dit gebeurde in 1792 na de oorlogsverklaring door de Wetgevende Vergadering op 20 april en de opschorting van het koningschap van Lodewijk XVI op 10 augustus. Door buitenlanders ereburgerschap te verlenen toonden de Franse revolutionairen hun universalisme en identificeerden ze hun nationale zaak met die van de hele mensheid.

## Decreet van 26 augustus 1792
De naturalisatiewet werd aangenomen tijdens een nachtelijke stemming zonder dat de betrokkenen op de hoogte waren. Geen van hen weigerde de eer, maar Wilberforce liet na te antwoorden. De volgende achttien personen kregen de Franse nationaliteit:
- Jeremy Bentham
- Joachim Heinrich Campe
- Thomas Clarkson
- Anacharsis Cloots
- Cornelis de Pauw
- Giuseppe Gorani
- Alexander Hamilton
- Friedrich Gottlieb Klopstock
- Tadeusz Kościuszko
- James Mackintosh
- James Madison
- Thomas Paine
- Johann Heinrich Pestalozzi
- Joseph Priestley
- Friedrich Schiller
- George Washington
- William Wilberforce
- David Williams

## Wet van 25 september 1792
- Joel Barlow
- Thomas Christie
- Thomas Cooper
- John Horne Tooke
- John Oswald
- Joseph Warner

## Voetnoten
1. ↑  Michael Rapport, Nationality and Citizenship in Revolutionary France. The Treatment of Foreigners, 1789-1799, 2000, p. 318. Gearchiveerd op 27 maart 2024.